# Anthreptes reichenowi
Anthreptes reichenowi là một loài chim trong họ Nectariniidae.